# Троянська волость
Троянська волость — історична адміністративно-територіальна одиниця Балтського повіту Подільської губернії Російської імперії. Волосний центр — село Троянка.
Станом на 1885 рік складалася з 14 поселень, 8 сільських громад. Населення — 6405 осіб (3143 чоловічої статі та 3262 — жіночої), 936 дворових господарств.
|                     | Площа, десятин | У тому числі орної, дес. |
| ------------------- | -------------- | ------------------------ |
| Сільських громад    | 7999           | 6647                     |
| Приватної власності | 12479          | 9199                     |
| Казенної власності  |                |                          |
| Іншої власності     | 480            | 426                      |
| Загалом             | 20958          | 16272                    |

Поселення:
- Дуківка
- Ємилівка
  - Чехівка[2]
- Журавлинка
- Казимирівка
- Когутівка
- Коржівка[3]
- Наливайка
- Орлове
- Плоско-Забузьке
- Троянка